# Matthew Nathan

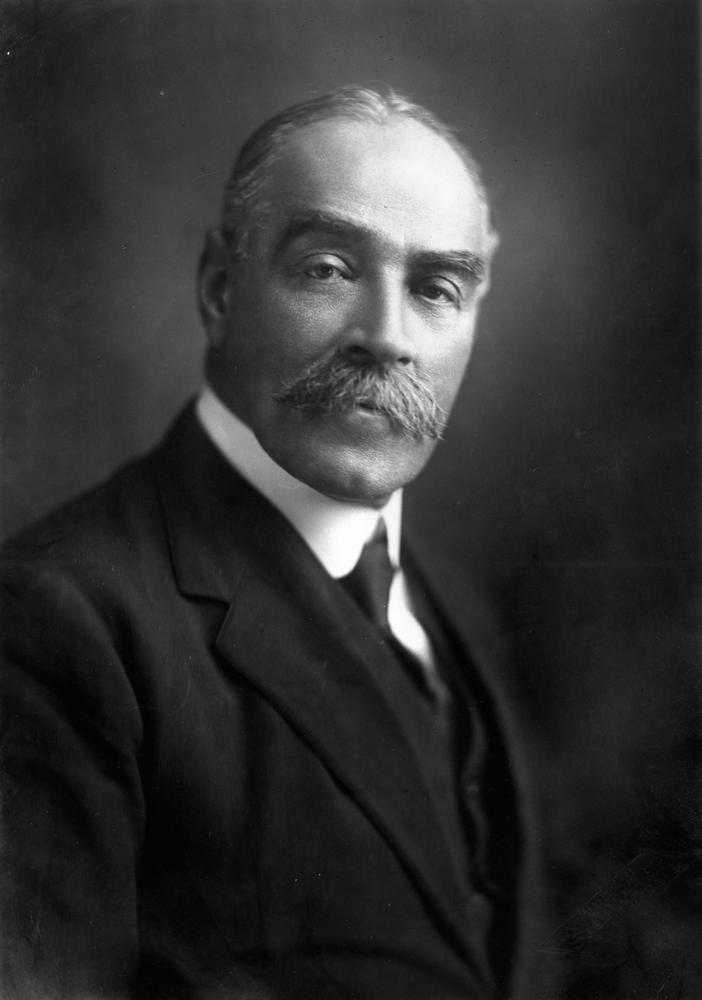
Sir Matthew Nathan, um 1920

Sir Matthew Nathan GCMG (* 3. Januar 1862 in Paddington, London; † 18. April 1939 in West Coker, England) war ein britischer Offizier und Kolonialbeamter. Er war Gouverneur der Goldküste sowie von Hongkong, Natal und Queensland.

## Leben
Matthew Nathan wurde als zweitältester Sohn des jüdischen Kaufmanns Jonah Nathan und dessen zweite Ehefrau Miriam Jacob Nathan geboren. Sein älterer Bruder Frederick L. war ein Offizier der Royal Artillery und später Aufsichtsbeamte (englisch Superintendent) der Waltham Abbey Royal Gunpowder Mills. Sir Nathaniel Nathan, der jüngere Bruder war ein Kolonialrichter in der früheren britischen Kolonie Trinidad und Tobago. Matthew Nathan erhielt eine Ausbildung an der Royal Military Academy Sandhurst und nach der Aufnahme bei den Royal Engineers von 1880 bis 1884 an der Royal Engineers’ School.
Er nahm 1884/85 an einer Militärexpedition im Sudan und von 1889 bis 1894 in Britisch-Indien teil. 1889 wurde er zum Hauptmann befördert. Von 1896 bis 1898 war er Vorsitzender des Colonial Defence Committee und wurde 1898 auch zum Major befördert. Von 1899 bis 1900 war er Stellvertretender Gouverneur von Sierra Leone. 1900 wurde er Gouverneur der Goldküste und blieb dies bis 1903. Noch im selben Jahr wurde er Gouverneur von Hongkong. 1907 übernahm er die Leitung der britischen Kolonie Natal. Nach seiner Ablösung kehrte er 1909 nach England zurück und übte dort verschiedene Ämter aus, unter anderem war er Untersekretär für Irland (Under-Secretary for Ireland).
Im Jahre 1920 wurde zum Gouverneur von Queensland ernannt und übte dieses Amt bis 1925 aus. Danach kehrte er wieder nach England zurück und verbrachte seinen Ruhestand in Somerset.

## Sonstiges
Die Gemeinde Nathan in Queensland, Australien sowie einige Straßen, beispielsweise die Nathan Road, die Hauptstraße Kowloons in Hongkong, wurden nach ihm benannt.